# Joé Kieffer
Jean „Joé” Kieffer (ur. 6 czerwca 1909 w Colmar-Berg, zm. 1 grudnia 1961 w Esch-sur-Alzette) – luksemburski bokser.
W 1924 został zgłoszony do zawodów olimpijskich w wadze muszej, ale ostatecznie nie przystąpił do rywalizacji. Cztery lata później wystartował w zmaganiach, jednakże odpadł w pierwszej rundzie przegrywając z Alfredo Gaoną.